# تشارلز جاكوبس (صحفي رياضي)
تشارلز جاكوبس (بالإنجليزية: Charles Jacobus)‏ هو صحفي رياضي أمريكي، ولد في 1 مايو 1840 في سبرينغفيلد في الولايات المتحدة، وتوفي في 24 نوفمبر 1922 في وكيشا في الولايات المتحدة.

## وصلات خارجية
- تشارلز جاكوبس على موقع أوليمبيديا (الإنجليزية)